# ایبیپینابانت
ایبیپینابانت (انگلیسی: Ibipinabant) دارویی است که در پژوهش‌های علمی کاربرد دارد و به عنوان آنتاگونیست قوی و بسیار انتخابی CB1 عمل می‌کند. این دارو در جانواران اثرات ضداشتهای قوی داشته است و برای درمان چاقی مورد بررسی قرار گرفته است. به دلیل مشکلاتی که به دنبال عرضه داروی ریمونابانت دیده شد، چندان علاقه‌ای به کاربرد داروهای آنتاگونیست CB1 به عنوان داروهای ضداشتها وجود ندارد. از این رو ایبیپینابانت امروزه تنها در پژوهش‌های علمی کاربرد دارد، به ویژه در پژوهش‌های مربوط به بررسی رابطه ساختار-فعالیت در آنتاگونیست‌های جدید CB1.